# モーリス・メーテルリンク
モーリス・メーテルリンク（Maurice Maeterlinck, 1862年8月29日 - 1949年5月6日）は、ベルギーの象徴主義の詩人、劇作家、随筆家。正式名はメーテルリンク伯爵モーリス・ポリドール・マリ・ベルナール（Maurice Polydore Marie Bernard, comte de Maeterlinck）。日本では「メーテルリンク」とカタカナ転写されることが多いが、本人の母語であるフランス語では「メテルラーンク」フランス語発音: [mɛtɛr'lɛ̃ːk]、ベルギーではまた「マテルラーンク」[matɛʁlɛ̃ːk]、もうひとつの母国語であるフラマン語では「マータリンク」[ˈma:tɐlɪŋk]、「マーテルリンク」[ˈmaˑtəʀlɪŋk]に近い発音となる。maeterlinckはフラマン語で「計量士」「測量師」を意味する。
ヘントの裕福な家庭に生まれ、パリで象徴主義の影響を受け詩作を開始。劇作で才能を発揮し、神秘的な象徴劇を世に出した。戯曲『マレーヌ姫』『ペレアスとメリザンド』や、幸せの象徴である青い鳥を探す児童劇『青い鳥』、詩集『温室』など。

## 生い立ち
ベルギーのヘントで、フランス語を話す裕福なフラマン人カトリック教徒の家庭に生まれた。法律を学ぶ間に詩や短編小説を著したが、その後それらを処分してしまったため、今日では断片が伝わるだけとなっている。
ヘント大学法学部を卒業後、グレゴワール・ル・ロワとともに渡仏し、パリで7か月（1885年10月から1886年4月）を過ごした。その滞在中に、ヴィリエ・ド・リラダンやジャン・モレアスといった、当時流行していた象徴主義運動の活動家達と知り合う。この時に詩人サン＝ポル＝ルーから「ヘントの王子様」« le prince de Gand »というニックネームを付けられた。晩年の回想録『青いシャボン玉；幸福な回想録（Bulles bleues ; Souvenirs heureux）』によれば、1885年にユイスマンスの『さかしま』を読んでおり、とりわけヴィリエ・ド・リラダンとの出会いが後の作家人生を決定づけた。
1886年になると、『七詩聖』（メーテルリンクも設立者の一人）や、『若きベルギー』といった文芸雑誌に詩を発表するようになり、1889年に処女詩集『温室（Serres chaudes）』を出版し、文壇デビューを果たした。この詩集は33篇の詩で構成され、そのうちの7篇は、当時はまだ新しい「自由詩」で書かれたものである。出版以前に文芸雑誌に発表した作品を寄せ集めただけではなく（実際に、詩集の出版の際に採用されなかった作品もある）、新たに書いた作品も収められており、自由詩で書かれた作品は執筆期間の比較的後期に書かれた。
同年に最初の戯曲『マレーヌ姫（La princesse Maleine）』を発表し、翌1890年8月24日付の『フィガロ紙（Le Figaro）』の紙面上で、文芸評論家オクターヴ・ミルボーの評価を得て有名になる。続いて宿命論と神秘主義に基づいた『闖入者（L'Intruse）』、『群盲（Les Aveugles）』、『ペレアスとメリザンド』といった一連の象徴主義的作品を書きあらわした。しかし、最も大きな成功作は1907年に発表した『青い鳥（L'Oiseau bleu）』であった。1911年にノーベル文学賞を受賞した。作品の主題は「死と生命の意味」であった。
1895年から1918年まで歌手のジョルジェット・ルブラン（アルセーヌ・ルパンの生みの親である作家モーリス・ルブランの妹）と関係を持っていた。1919年2月15日にルネ・ダオンと結婚し、ともにアメリカ合衆国に渡った。1920年にはレオポルト勲章を受章した。
1925年、ルネ夫人がメーテルリンクの子を死産。
1926年に『白蟻の生活（La Vie des Termites）』を発表したが、同作は南アフリカの詩人および科学者のユージーン・マーレイの作品『The Soul of the White Ant』の盗作であると批判された。
1930年にフランスのニースで城を買い取り、これに「オルラモンド (Orlamonde)」と命名した（自作『Quinze Chansons』に由来）。1932年にはベルギー国王アルベール1世によって伯爵位が叙爵され、メーテルリンク伯となった。
母国滞在中に欧州で第二次世界大戦が勃発すると、彼はナチス・ドイツのベルギー・フランス両国に対する侵攻を避けリスボンへ逃れ、さらにリスボンからギリシャ船籍の貨客船でアメリカに渡った。彼は『タイムズ』紙に「私は自作の戯曲『スチルモンドの市長（ Le Bourgmestre de Stilemonde）』（1919年）の中で、1918年のドイツによるベルギー占領を批判的に書いたが、これでドイツ軍は私のことを仇敵と見なすようになった。私がもし彼らに捕らえられたら即座に射殺されたかもしれない」と語っている。また、ドイツとその同盟国であった日本には決して版権を渡さないよう、遺言で書き記している。
戦後ニースへ戻り、同地で死去。
国際ペンクラブ第4代会長（在任1947年 - 1949年）。

## 犬について
- 若くして死んだブルドック犬のペレアスについて、メーテルリンクは『二重の庭』≪Le Double Jardin≫ (1904) のなかで、「人生の始めに、その頭脳をおしつぶしてしまった大変な心労」に心打たれたとして、こう語る。ペレアスは世界に関する表象や、納得のいく観念を、5，6週間のうちに自分の中に浸透させ、構築しなければいけなかった。人間の場合、年長者たちの知識の助けを得て、3, 40年もかけて、こうした観念を描いていけばよい。というか、こうした観念の周辺に立ち上る無知という意識を、あたかも雲の宮殿のように積み重ねていけばいいのだ。ところが、しがない犬ときたら、これを数日のうちに解決しなくてはいけないこうした習得の前に、本能が立ちはだかる。動物が本能のうちに有している、もっと大きく、有無をいわせぬ掟や謎と、いかに折り合いをつければいいのか。それらは、時々刻々と生起しては、拡大していく。時間や種属の根源からやってきて、血や筋肉や神経を襲い、苦痛や、主人の命令や、死の恐怖よりも、あらがいがたく、強力なものとして、不意に立ち現れるのだから。死への恐怖があるということで、メーテルリンクはポール・ヴァレリーとは反対なのである（ヴァレリーは「動物は、無駄なことはなにもしないから、死について考えることもない」と書いている）[6]。

## 主な著作

### 小説(散文作品)
- 「幼児虐殺」≪Le Massacre des Innocents≫ (1886年初出)
  - 「幼児虐殺」『二つの物語』五井亮介訳　（デザインエッグ社　2025年） ISBN 4815048185

- 「夢研究」≪Onirologie≫ (1889年初出)
  - 「夢研究」『二つの物語』五井亮介訳　（デザインエッグ社　2025年） ISBN 4815048185
  - 「夢の研究」『幻想の坩堝: ベルギー・フランス語幻想短編集』岩本和子訳（松籟社　2016年） ISBN 4879843520

- 『二つの物語』≪Deux contes≫ (1918年)
  - 『二つの物語』五井亮介訳　（デザインエッグ社　2025年） ISBN 4815048185

### 手記
- 『青い手帳』≪Cahier bleu≫ (1888-89年)
  - 『青い手帳』城牙咲くらは訳　（デザインエッグ社　2023年） ISBN 4815040443

### 詩集
- 『温室』≪Serres chaudes≫ (1889年)
  - 『メーテルランク詩集；温室』杉本秀太郎訳　（雪華社　1985年） ISBN 4792802148
  - 『対訳 温室 - 他全詩集』城牙咲くらは訳　（デザインエッグ社　2018年） ISBN 4815003580

### 戯曲
- 『マレーヌ姫』≪La Princesse Maleine≫ (1889年)
  - 『マレエヌ姫』山内義雄訳　（新潮社　1925年）　泰西戯曲選集
  - 『マレーヌ姫』山崎剛訳　（ネクパブ・オーサーズプレス　2022年）ISBN 4802082983
- 『ペレアスとメリザンド』≪Pelléas et Mélisande≫ (1892年出版、1893年5月17日初演)
  - 『対訳 ペレアスとメリザンド』杉本秀太郎訳（岩波文庫　1988年) ISBN 4003258312
  - 『ペレアスとメリザンドその他 十五篇の唄』山崎剛訳　（ネクパブ・オーサーズプレス　2022年）ISBN 4802082371
- 『タンタジルの死』≪La Mort de Tintagiles≫ (1894年)
  - 『タンタヂールの死 附・群盲』小島春潮訳　（日吉堂本店　1914年）
- 『室内』≪Intérieur≫ (1894年出版、1895年3月15日初演)
  - 『室内 世紀末劇集』倉智恒夫訳　（国書刊行会　1984年）　ISBN 4336027188
- 『モンナ・ヴァンナ』≪Monna Vanna≫ (1902年5月初演、同年に出版)
  - 島村抱月訳　（南北社　1913年）
  - 『モナヴァナ』岩野泡鳴編　（青年学芸社　1914年）
  - 『モンナ・ヴァンナ』村上静人編　（赤城正蔵　1914年）
  - 『モンナ・ワンナ・闖入者』山内義雄訳　（新潮社　1925年）　泰西戯曲選集
  - 鷲尾雨工訳（全集）
- 『青い鳥』≪L'Oiseau bleu≫ (1908年9月30日初演)
- 『スチルモンドの市長』≪Le Bourgmestre de Stilmonde≫（1918年初演、1919年出版）
  - 『スチルモンドの市長』山村魏訳　（文泉堂書店　1922年） 
    - 1918年にブエノスアイレスで初演、英訳版がエディンバラで1918年に演じられ、1919年に出版

### エッセイ
- 『貧者の宝』≪Le Trésor des humbles≫ (1896年)
  - 『貧者の宝』吉江孤雁訳　（新潮社　1917年）
  - 『貧者の宝』片山敏彦訳　（新潮文庫　1952年）
  - 『貧者の宝』山崎剛訳　　（平河出版社　1995年）ISBN 4892032565
- 『智慧と運命』≪La sagesse et la destinée≫ (1898年)
  - 『智慧と運命』大谷繞石訳　（南北社　1913年）
  - 『霊智と運命』栗原古城訳　（玄黄社　1919年）
- 『蜜蜂の生活』≪La Vie des abeilles≫ (1901年)
  - 岡本清逸訳　（東亜堂書房　1913年）
  - 『マーテルリンク全集 第2巻』鷲尾浩訳　（冬夏社　1920年）
  - 岡沢武訳　（大東出版社　1941年）
  - 平野威馬雄訳　（鶴書房　1942年）
  - 山下知夫, 橋本綱訳　工作舎　1981年　（工作舎　1981年/2000年） ISBN 978-4-87502-339-5
- 『埋れたる殿堂』≪Le temple enseveli≫(1902年)
  - 『マーテルリンク全集 第３巻』鷲尾浩訳（冬夏社　1920年）
  - 『埋もれた宮殿』オイカワカエル訳（2021年）ASIN: B09D976SVG
- 『二重の庭』≪Le Double Jardin≫ (1904年)
  - 『二重の庭』オイカワカエル訳（2023年） ASIN: B0C6M9G2G4
- 『花の知性』≪L'Intelligence des fleurs≫ (1907年)
  - 『花の知恵』高尾歩訳（工作舎　1992年） ISBN 4-87502-202-6
- 『死』≪La Mort≫ (1913年)
  - 『死後は如何』栗原古城訳　（玄黄社　1916年）
  - 『死後の存続』山崎剛訳（めるくまーる　2004年）ISBN 4839701172
    - カトリック教禁書目録に指定された。
- 『白蟻の生活』≪La Vie des termites≫ (1926年)
  - 『白蟻の生活』尾崎和郎訳（工作舎　1981年/2000年） ISBN 978-4-87502-340-1
    - 南アフリカの博物学者、詩人のユージーン・マレー（1871-1936年）の著作≪Die Siel van die Mier (The Soul of the White Ant)≫ (1925) をメーテルリンクが盗用したもの。
- 『蟻の生活』≪La Vie des fourmis≫ (1930年)
  - 園信一郎訳 改造社 1932年
  - 田中義広訳（工作舎　1981年/2000年） ISBN 978-4-87502-341-8
- 『ガラス蜘蛛』≪L'Araignée de verre≫ (1932年)
  - 『ガラス蜘蛛』高尾歩訳（工作舎　2008年） ISBN 978-4-87502-411-8[7]

### その他
- 『神秘論』西村真次訳　（福岡書店ほか　1906年）
- 『万有の神秘』栗原元吉訳　（玄黄社　1916年）
- 『彼岸の光』木村荘太訳　（天佑社　1919年）
- 『永遠の生命 霊魂不滅新論』高田元三郎訳　（太陽堂　1920年）
- 『マグダラのマリア』和気律次郎訳　（玄文社　1920年）
- 『未知の賓客』生方徹誠訳　（南北社　1920年）
- 『私の犬』灰野庄平訳　（玄文社　1920年）
- 『婚約』小川竜彦訳　（聚英閣　1921年）
- 『ジョアゼル』二階堂真寿訳　（聚英閣　1921年）
- 『人生と草花』土居通彦訳　（杜翁全集刊行会　1921年）
- 『許婚』安藤勝一郎訳　（冨山房　1923年）
- 『近代劇の表現と認識』高瀬毅訳　（黎明閣　1923年）
- 『生と死』水野葉舟訳　（新光社　1923年）　心霊問題叢書
- 『尼僧の懺悔 宗教劇』宮崎小八郎訳　（同行社　1925年）
- 『袖珍世界文学叢書 第8　メーテルリング集』河合逸二訳　（中央出版社　1928年）
- 『メーテルリンク全集』鷲尾浩訳 （本の友社 1989年）　冬夏社、1920年-1922年の複製
  - 第1巻 貧者の宝.ノファリス.エマースン.智慧と運命
  - 第2巻 山道.死後の生活.蜜蜂の生活
  - 第3巻 埋れたる殿堂.人生と花.二重の園
  - 第4巻 マレエヌ姫.アグラベイヌとセリセット.ペレアスとメリサンド.群盲.七王女.タンタヂイルの死.ベアトリース尼
  - 第5巻 マグダラのマリヤ.闖入者.青い鳥.アラヂンとパロミイド.内部.聖徒アントニユスの奇蹟.婚約
  - 第6巻 未知の賓客.小児虐殺.彼岸の花
  - 第7巻 モンナ・ヴァンナ.ジョアイゼル.スチルモンド市長.ルイスブローク.詩集
  - 第8巻 マーテルリンクの思想芸術の解説 吉江孤雁著

## 脚註
1. ↑  Nobel Prize in Literature 1911 - Nobelprize.org
2. 1 2   Duden Das Aussprachewörterbuch (6 ed.). Dudenverlag. p. 526. ISBN 978-3-411-04066-7
3. ↑  Jean-Marie Pierret, Phonétique historique du français et notions de phonétique générale, 1994
4. ↑  Maeterlinck - Forvo.com。また、ジョルジェット・ルブランはその『回想録』18ページで、ヘントのカフェに一緒に入った時、女主人から"Mâterlinque" という風に呼ばれ、それが正しい発音だと詩人から言われたと書いている。La patronne nous salua d'un guttural « Mâterlinque ». Le poète m'expliqua que c'était ainsi que l'on devait prononcer son nom…
5. ↑  Saint-Pol-Roux, Les reposoirs de la procession ; La Rose et les épines du chemin, Paris, Société du Mercure de France, 1901-1907, p.147
6. ↑  『ユリシーズの涙』みすず書房、2000年、9-12頁。
7. ↑  なお後期作品は昆虫・植物の世界を、神秘主義的世界観で捉えた作品が多い。